# Terminal DVB-S/T
Ce terminal dédié Digital Video Broadcasting ou à la télévision numérique MPEG-2 ou MPEG-4 est un démodulateur captant aussi bien les signaux VHF-III / UHF que les signaux des bandes C et Ku employées par les satellites. Ce démodulateur bi-norme est équipé de 2 tuners : l'un de 170 à 860 MHz et l'autre de 950 à 2150 MHz. Les signaux satellitaires ou terrestres utilisant la même norme de compression MPEG, voire le même moteur d'interactivité, la partie logicielle est quasi identique. Le démodulateur SAT/TNT peut comporter un contrôle d'accès embarqué (simple ou double) pour le décryptage des signaux protégés, ou une interface commune permettant une évolution.